# Ctenichneumon divinus
Ctenichneumon divinus är en stekelart som beskrevs av Heinrich 1965. Ctenichneumon divinus ingår i släktet Ctenichneumon och familjen brokparasitsteklar. Inga underarter finns listade i Catalogue of Life.